# Dorsal attention network

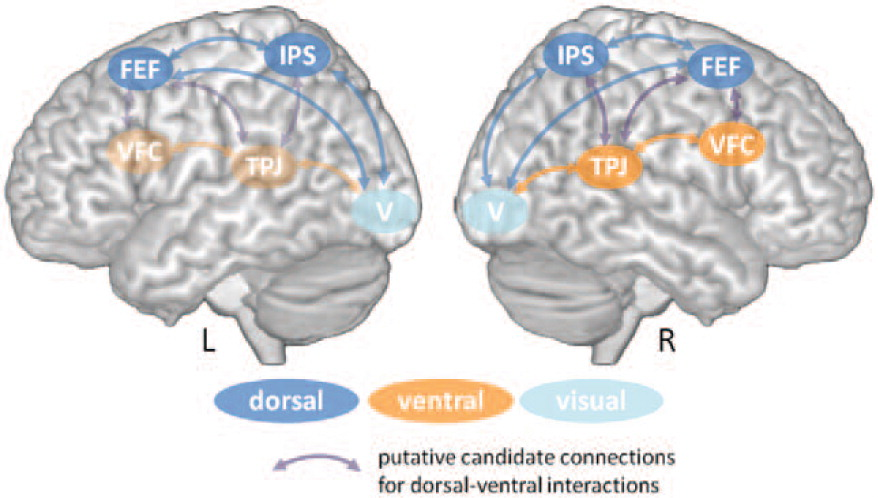
L'interazione tra reti dorsali e salience network consente un controllo dinamico dell'attenzione in relazione agli obiettivi top-down e agli stimoli sensoriali bottom-up.

Il dorsal attention network (DAN, traducibile come "rete dorsale di attenzione"), anatomicamente noto anche come dorsal frontoparietal network (D-FPN), è un large-scale brain network del cervello umano che si compone principalmente di solco intraparietale (IPS) e campi oculari frontali (FEF). Prende il nome dal suo ruolo, per cui è soprattutto noto, nell'orientamento volontario dell'attenzione visuale spaziale.
Poiché si è notato che IPS e FEF sono attivati durante l'esecuzione di molti compiti che richiedono attenzione, questo network talvolta viene chiamato task-positive network in contrapposizione al task-negative network o default mode network. Tuttavia, oggi questa dicotomia è considerata fuorviante, poiché il default mode network può essere attivo in certi compiti cognitivi. L’attivazione del DAN è considerata generalmente antitetica alla comparsa del mind-wandering. 

## Anatomia
Le regioni centrali del DAN sono l'IPS e il FEF di ciascun emisfero. Altre regioni della rete possono includere regione temporale media (MT+), lobulo parietale superiore (SPL), campi oculari supplementari (SEF), e corteccia premotoria ventrale.
Lavori più recenti indicano che anche il cervelletto potrebbe partecipare a questo network.
Tra le regioni meno studiate sono la corteccia prefrontale dorsolaterale destra e il collicolo superiore.

## Importanza clinica
Una ridotta connettività all'interno delle reti di attenzione dorsale e ventrale è stata collegata a livelli più elevati di sintomi di disturbo da deficit di attenzione e iperattività. Analogamente, una ridotta connettività tra DAN e frontoparietal network è associata al disturbo depressivo maggiore. D'altro canto, l'iperattivazione del DAN è stata osservata nei pazienti con schizofrenia.

## Nomenclatura
Esistono diverse varianti del nome di questo network nella letteratura sulle neuroscienze, come ad esempio dorsal attention system, dorsal frontoparietal attention network, e frontoparietal attention network. Fino alla scoperta di altri network, come il frontoparietal network, si usava il termine task-positive network riferendosi al DAN. Il termine task-positive networks è talvolta usato ancora per riferirsi a tutti i network "non-default-mode".
Nel 2019, Uddin et al. proposero di utilizzare dorsal frontoparietal network (D-FPN) come nome anatomico standard per questo network.